# Élections législatives de 1965 au Kerala
L'élection de l'assemblée législative du Kerala en 1965 avait pour but d'élire les membres du troisième Niyamasabha. Les élections ont eu lieu le 4 mars 1965. Le Parti communiste d'Inde (marxiste), faction dissidente du Parti communiste indien, est devenu le premier parti de l'assemblée avec 40 sièges, suivi du Congrès national indien avec 36 sièges. Cependant, aucun parti n'a pu former un ministère disposant d'une majorité et cette élection est donc considérée comme avortée. Le 25 mars, la president's rule a été invoquée pour la quatrième fois,.

## Contexte
Le Congrès national indien et le Parti communiste indien ont tous deux connu d'importants changements au cours de la période qui a précédé les élections de 1965. Le Congrès a été scindé et un nouveau parti d'État, le Kerala Congress, a été créé.
Le Parti communiste indien a également connu une scission à cette époque, formant le CPI(M).

## Circonscriptions
Il y avait 133 circonscriptions au total, dont 120 pour la catégorie générale, 11 pour les castes répertoriées et 2 pour les tribus répertoriées. Le nombre de circonscriptions a augmenté de 7 par rapport à l'élection précédente.

## Partis politiques
Trois partis nationaux ont participé aux élections. Le Congrès national indien, le Parti communiste d'inde et le Parti communiste indien (marxiste) ainsi que trois partis régionaux  le Kerala Congress , la Indian Union Muslim League et le Parti socialiste Samyukta.
Lors de ces élections, le Parti communiste indien (marxiste), le Parti socialiste Samyukta et la Indian Union Muslim League ont formé une alliance,,.

## Résultats
|  | Parti                                       | Drapeau | Sièges disputés | Voix      | +/-   | %     | Sièges | +/- |
|  | ------------------------------------------- | ------- | --------------- | --------- | ----- | ----- | ------ | --- |
|  | Parti communiste d'Inde (marxiste) (CPI(M)) |         | 73              | 1 146 028 | Nv    | 19,87 | 40     | Nv  |
|  | Congrès national indien (INC)               |         | 133             | 2 123 660 | 0,87  | 33,55 | 36     | 27  |
|  | Kerala Congress                             |         | 54              | 796 291   | Nv    | 12,58 | 23     | Nv  |
|  | Indian Union Muslim League (IUML)           |         | 16              | 242 529   | 1,13  | 3,83  | 6      | 5   |
|  | Parti socialiste Samyukta (SSP)             |         | 29              | 514 689   | Nv    | 8,13  | 13     | Nv  |
|  | Parti communiste d'Inde (PCI)               |         | 79              | 525 456   | 30,84 | 8,3   | 3      | 26  |
|  | Indépendant                                 |         | 174             | 869 843   | 7,81  | 13,74 | 12     | 7   |

## Formation du gouvernement
Aucun parti ou groupe n'a été en mesure de former un gouvernement en raison de la nature fragmentée des résultats. L'assemblée a donc été à nouveau dissoute et l'État a de nouveau été placé sous le president's rule le 25 mars 1965.